# Al Grey

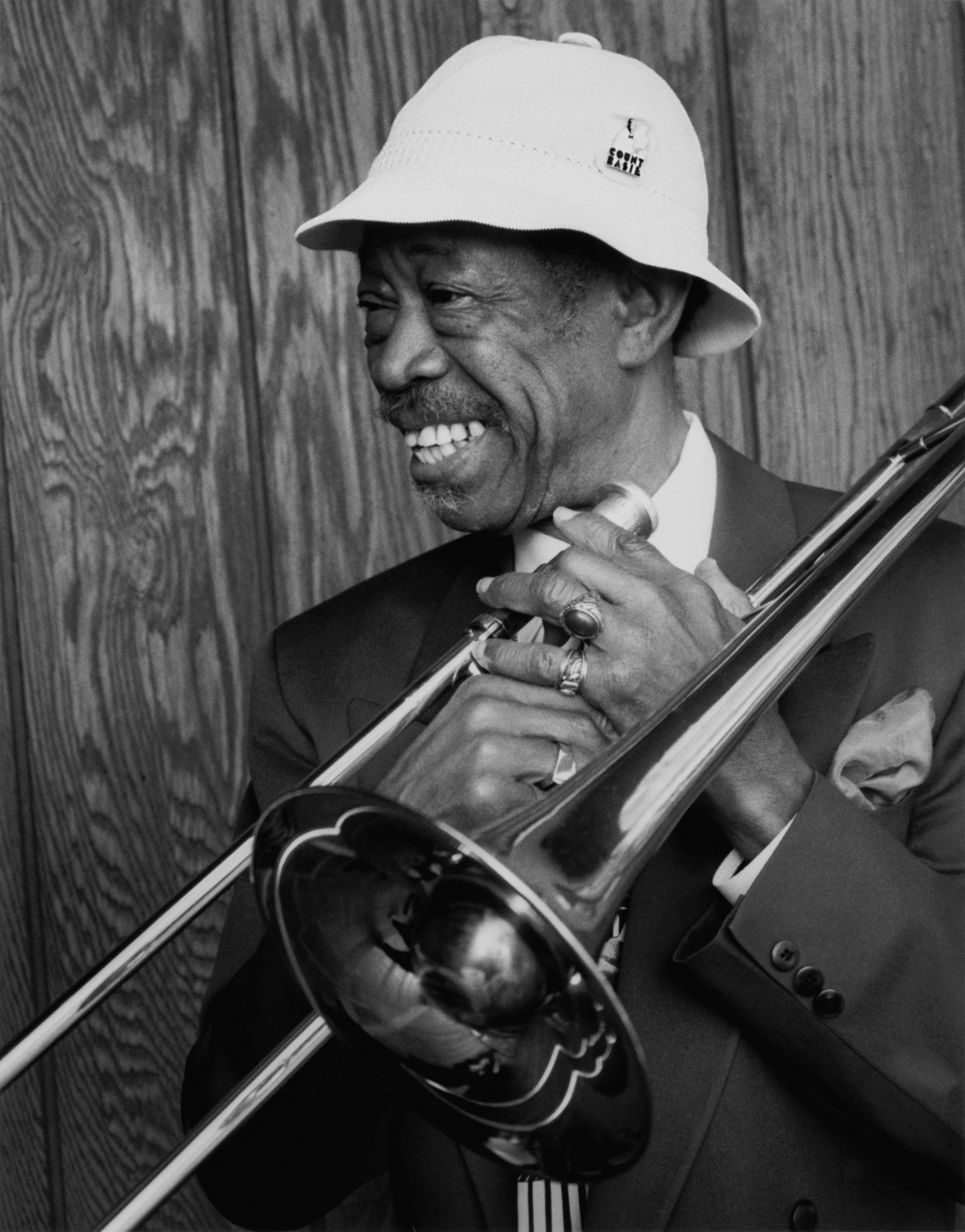
Al Grey (1980er Jahre).
Fotografie von William P. Gottlieb.

Albert Thornton „Al“ Grey (* 6. Juni 1925 in Aldie, Virginia; † 24. März 2000 in Phoenix, Arizona) war einer der führenden Jazzposaunisten des 20. Jahrhunderts. Als Mitglied der Count Basie Big Band trug er zu einigen deren größten Erfolge bei. Al Grey beherrschte den Umgang mit dem Plunger-Dämpfer wie kaum ein anderer.

## Leben und Wirken
Grey wuchs in Pottstown, Pennsylvania auf. Während des Zweiten Weltkriegs leistete er Dienst in der US Marine. Während dieser Zeit entwickelte er sein Posaunenspiel, was ihm nach Kriegsende den Einstieg als Bandmitglied bei Benny Carter ermöglichte. In der Folge spielte er bei verschiedenen Formationen mit, darunter Lionel Hampton und die Big Band von Dizzy Gillespie. Im Oktober 1957 entdeckte ihn Count Basie durch Zufall und engagierte ihn für die unmittelbar bevorstehende Europa-Tournee. Seine Posaunensolos sind auf vielen Count Basie Aufnahmen zu hören. Aber auch die Melodieunterstützungen für Ella Fitzgerald oder Frank Sinatra gelten als legendär.
Nach 1961 trat Grey nur noch sporadisch mit dem Count Basie Orchestra auf. Er gründete seine eigenen Formationen und arbeitete mit vielen Jazzgrößen zusammen, darunter Herbie Hancock, Quincy Jones und Ray Charles. Mit John Gordon und weiteren Posaunisten formte er Ensembles wie Trombones Incorporated oder Trombone Summit. Al Grey war unermüdlich auf Tournee und war auch regelmäßig in Klubs und an Festivals in Europa anzutreffen. Bei seinem Publikum war er durch seinen Humor und seine Fähigkeit, dieses mitzureißen sehr beliebt.

## Diskografische Hinweise
- 1957: Dizzy's blues (mit Dizzy Gillespie)
- 1958: I needs to be bee'd with (mit Basie)
- 1960: Rare Butterfly (mit Basie)
- 1988: The New Al Grey Quintet
- 1991: Live At the Floating Jazz Festival
- 1992: Things Are Getting Better All the Time (mit J. J. Johnson)
- 1995: Me N' Jack
- 1995: Truly Wonderful